# 仲里幸広
仲里 幸広（なかざと ゆきひろ、1963年7月2日 - ）は、日本のシンガーソングライター、タレント、ラジオパーソナリティ。元お笑い芸人。沖縄県浦添市出身。ミュージシャンとしてはユキヒロ名義で活動している。

## 概要
美ら島沖縄大使（沖縄県観光親善大使）。
地元・沖縄県を中心に活動するミュージシャンであり、そのかたわらでタレントやラジオパーソナリティとしての活動を行っている。
代表曲の『HEIWAの鐘』『今日から明日へ』は、音楽の教科書に合唱曲としてアレンジされたものが掲載されている。とくに『HEIWAの鐘』（合唱編曲、白石哲也）は知名度がとりわけ高く、合唱曲の定番として全国的に歌われている。

## 人物・来歴
沖縄県立大平高等学校時代の同級生であった嘉手苅智と「ニーニーズ」を結成。元々はフォークデュオであったが、徐々にお笑いコンビとしての活動に移行していった。
1994年に上京。プロダクション人力舎に所属し、お笑い芸人としての活動を本格化させる。
2000年2月22日、ニーニーズを解散。本格的にミュージシャンとしての活動に移行。5月15日、初シングル『HEIWAの鐘』をリリース。
2005年、『HEIWAの鐘』が音楽の教科書に採用。6月、活動拠点を東京から沖縄に移す。

## ディスコグラフィ

### シングル
- 『HEIWAの鐘』（2000年、2005年再発）
- 『ここでシアワセになろう』（2007年）

### アルバム
- 『風は南から』（2001年）
- 『今日から明日へ』（2004年）
- 『生まれ』（2010年）
- 『琉球』（2019年）

### その他
- 「よさこいエイサー琉球王」 - 『今日の運動会』（日本コロムビア）、『音楽会のうた・行事のうた曲集』（音楽センター）などに収録。

## 出演

### 過去

#### ラジオ
- ラジオ沖縄「ユキヒロの今日から明日へ」 - 毎週日曜日16:00～16:30
- 琉球放送「ユキヒロアリーナ」 - 毎週日曜日15:30～16:00
- FM21「ユキヒロ Live for you」 - 毎週日曜日16:00～16:30